# 費多特·波波夫

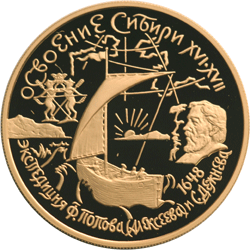
费多特·阿列克谢耶夫

费多特·阿列克谢耶维奇·波波夫（俄语：Федо́т Алексе́евич Попо́в，？-1654），又被称作费多特·阿列克谢耶夫（Федо́т Алексе́ев），俄罗斯探险家，他组织了第一批欧洲人穿越白令海峡的探险。
出生在阿尔汉格尔斯克州的霍尔莫戈雷。1639年前往西伯利亚，先后前往秋明、托博尔斯克、叶尼塞斯克和雅库茨克。1642年，他在雅库茨克加入了一支探查勒拿河的远征队，沿着奥列尼奥克河向西。两年以后他们被当地的通古斯人击败，逃离了这条河。费多特及他的一些伙伴向东航行到科雷马河。
1645年，费多特和他的12名伙伴在中科雷姆斯克的时候，从雅库特人妻子口中听说东方有一条非常富有的“Pogycha河”，便组织了一次前往那里的探险。由于费多特不属于服役阶级的成员，他招募了谢苗·伊凡诺维奇·迭日涅夫作为指挥官。1647年，费多特带领50人，分别乘坐四艘俄罗斯双桅极地帆船沿着河流进入北冰洋，但由于冰面太厚被迫返回。次年，他们又做了一次尝试，从科雷马河出发，经过北冰洋。9月30日（旧历9月20日），费多特在与楚科奇人的战斗中受伤。10月，船队遭遇了一场风暴，费多特和迭日涅夫的船失散了。1653年，迭日涅夫从科里亚克族那里抓住了费多特的雅库特人妻子，她说费多特死于坏血病，其伙伴有的被科里亚克族杀死，其余逃进了小船里，结局未知。从被俘的当地女人口里得知，这些人的小船可能在阿纳德尔湾附近失事了。